# Campbellsburg (Kentucky)
Campbellsburg è un comune degli Stati Uniti d'America, situato nello Stato del Kentucky, nella contea di Henry.